# Маньковичский сельсовет
Маньковичский сельсовет (белор. Манькавіцкі сельсавет) — административная единица на территории Столинского района Брестской области Беларуси. Административный центр — деревня Маньковичи.

## История
Образован в 1940 г.

## Состав
Маньковичский сельсовет включает 2 населённых пункта:
- Маньковичи — деревня
- Отвержичи — деревня

## Достопримечательности
В д. Маньковичи расположены:
- церковь Святого Серафима Саровского, построенная в конце XX века
- протестантская церковь христиан-баптистов, построенная в 1990-х гг.
- православная часовня, построенная в 1990-х гг.

## Археология
В деревне Отвержичи был обнаружен могильник зарубинецкой культуры с захоронением по обряду трупосожжения.